# JOJ Plus
JOJ Plus (od roku 2011 do roku 2020 Plus) je druhý televizní kanál JOJ. Vysílat začal 5. října 2008 v 19:55 hod, filmem Vesničko má středisková. V DVB-T na Slovensku se program nachází na 2. multiplexu. V roce 2014 byla sledovanost kanálu JOJ Plus kolem 3 %.
JOJ Plus vysílá v hlavním vysílacím čase zejména akviziční seriály a reality show. Nejpopulárnější zahraniční seriály na JOJ Plus jsou CSI: Miami, CSI: New York, CSI: Las Vegas, Bílé límečky, Dexter, Faktor strachu, Simpsonovi a Griffinových. Kromě akvizic, JOJ Plus vysílá reprízy slovenských filmů a seriálů, jakož i reprízy z JOJ. V lednu 2013 začala JOJ Plus vysílat svůj první původní seriál, Den a noc.
Program JOJ Plus je cílený na mladší diváky, převážně mužského pohlaví.

## Programy
V pozdních hodinách JOJ Plus nabízí publicistiku jako Střepiny či Krimi, před den pořady jako Křeslo mořské panny, Lovci nacistů, Eurominuty, První oddělení, Hvězdná brána: Atlantida, Faktor strachu, Kutil s. r. o., Adam hledá Evu, Top Gear nebo Simpsonovi v českém či slovenském jazyce. Stanice vysílá vlastní pořady např. Klub výhercov (televizní hra).

### Zpravodajství
- KRIMI (2013)

### Publicistika
- Lampa (2008 – 2009)
- Slovensko živě (2012)

### Magazíny
- Da Vinci (2013)
- Střepiny *

### Znalostní kvízy
- Riskuj (2012)

### Seriály
- Den a noc (2013)

### Zahraniční seriály a reality shows

#### Seriály
- 18 kol spravedlnosti (18 Wheels of Justice)
- Agent (Burn Notice)
- Agentka bez minulosti (Covert Affairs)
- Jak jsem poznal vaši matku (How I Met Your Mother, vysílané: 2011)
- Akta X (The X-Files)
- American Horror Story (American Horror Story, vysílané: 16. leden 2014 –)
- Ben a Kate (Ben and Kate)
- Bílé límečky (White Collar, vysílané: 20. srpen 2012 –)
- Camelot (Camelot)
- CSI: Las Vegas (CSI: Crime Scene Investigation)
- CSI: Miami (CSI: Miami)
- CSI: New York (C.S.I .: NY)
- Davina a Shania: Mladé Geissenky (Davina & Shania: We love Monaco vysílané: 13. leden – 17. únor 2024)
- Dexter (Dexter, vysílané: 27. září 2009 –)
- Dvojčata (Ringer)
- Geissenovi: Těžký život milionářů (Die Geissens - Eine schrecklich glamouröse Familie!)
- Homeland – Zrádce (Homeland, vysílané: 3. září 2013 –)
- Hvězdná brána: Atlantida (Stargate Atlantis, vysílané: 10. leden 2016 –)
- Knight Rider (Knight Rider – verze z r. 2008)
- Kouzelníci z Waverly (Wizards of Waverly Place, vysílané: 2012)
- Liga snů (The League)
- MacGyver (MacGyver)
- Magnum (Magnum, P.I.)
- M * A * S * H (M * A * S * H )
- Modří templáři (Blue Bloods, vysílané: 12. září 2013 –)
- Jmenuju se Earl (My Name Is Earl)
- Neporazitelná Jane: Těžko ji zabít! (Painkiller Jane)
- Podvodníci (Leverage)
- Profesionál (No Limit)
- Terra Nova (Terra Nova, vysílané: 6. ledna 2013 – 23. leden 2013)
- Castle na zabití (Castle)
- Živí mrtví (The Walking Dead, vysílané: 23. květen 2012 –)
- Zákon gangu (Sons of Anarchy)

#### Dokumentární seriály
- Letecké katastrofy (Mayday, nebo také Air Crash Investigation (s) či air Emergency / Air Disasters)
- Lovci nacistů
- Největší a ještě větší
- Tajomstvá historie
- Zemětřesení

#### Animované seriály
- Futurama (Futurama)
- Rychlá rota Chipa a Dala (Chip 'n Dale Rescue Rangers)
- Simpsonovi (The Simpsons)
- Smolíkovi (Mézga család)
- Griffinovi (Family Guy, vysílané: 29. duben 2011 –)

#### Reality show
- America 's Got Talent
- Ano, šéfe CZ
- Fear Factor
- Trucky na ledě
- Kitchen Nightmares
- Leverage
- MTV Cribs
- MythBusters
- Nitro Circus
- Pimp My Ride
- Ramsay's Kitchen Nightmares
- Takeshi 's Castle
- The X Factor
- The X Factor US